# André Franco
André Filipe Russo Franco (Lisboa, 12 de abril de 1998) es un futbolista portugués que juega como centrocampista en el Chicago Fire de la Major League Soccer.

## Trayectoria
Nacido en Lisboa, André se formó en el Sporting CP, incluyendo una cesión al C. F. Os Belenenses como juvenil. En 2018, tras un año sin club, firmó por el G. D. Estoril Praia para jugar en el equipo sub-23, logrando debutar con el primer equipo el 3 de agosto de 2019 tras entrar como suplente en la segunda mitad en un empate por 1-1 frente al F. C. Paços de Ferreira en la Copa de la Liga de Portugal. Debuta en liga 15 días después, de nuevo desde el banquillo, en una derrota por 1-2 frente al S. C. Farense en la Liga Portugal 2.
En la campaña 2020-21 de la segunda categoría portuguesa, anotó un gol y repartió 4 asistencias en 20 partidos ligueros para ayudar al club a lograr el ascenso de nuevo a la Primeira Liga como campeones. Debuta en Primera el 7 de agosto de 2021, anotando además un gol, al partir como titular en una victoria por 2-0 frente al F. C. Arouca.
Después de un año en la élite del fútbol portugués, el 4 de agosto de 2022 fichó por el F. C. Porto para las siguientes cinco temporadas. En las tres primeras ganó cuatro títulos y marcó cinco goles en 71 partidos disputados. Dejó el club temporalmente el 13 de agosto de 2025 tras ser cedido al Chicago Fire hasta final de año.

## Clubes
Actualizado al último partido disputado el 16 de junio de 2025.
| Club                | País           | Año       | Partidos | Goles |
| ------------------- | -------------- | --------- | -------- | ----- |
| G. D. Estoril Praia | Portugal       | 2019-2022 | 72       | 15    |
| F. C. Porto         | Portugal       | 2022-     | 71       | 5     |
| Chicago Fire        | Estados Unidos | 2025-     |          |       |

## Palmarés

### Títulos nacionales
| Título                      | Club        | País     | Año  |
| --------------------------- | ----------- | -------- | ---- |
| Copa de la Liga de Portugal | F. C. Porto | Portugal | 2023 |
| Copa de Portugal            | F. C. Porto | Portugal | 2023 |
| Copa de Portugal            | F. C. Porto | Portugal | 2024 |
| Supercopa de Portugal       | F. C. Porto | Portugal | 2024 |